# Pharambara
Pharambara is een geslacht van vlinders van de familie venstervlekjes (Thyrididae).

## Soorten
- P. costiscripta Warren, 1896
- P. cuprea (Pagenstecher, 1884)
- P. micacealis Walker, 1866